# Ачакс
Ачакс (чув. Ачакас) — железнодорожный разъезд в Канашском районе Чувашской Республики. Входит в состав Ачакасинского сельского поселения.

## География
Находится в центральной части Чувашии, на расстоянии приблизительно 14 км по прямой на запад от районного центра города Канаш.

## История
Образован в 1922 году, в 1931 появился колхоз «Молотов». В 1926 году было 6 дворов, 26 жителей, в 1939 — 22 жителя, в 1979 — 20 дворов, 60 человек. В 2002 году было 5 дворов, в 2010 — 4 домохозяйства.

## Население
Постоянное население составляло 20 человек (чуваши 65 %, русские 30 %) в 2002 году, 13 в 2010.